# Briza brasiliensis
Briza brasiliensis là một loài thực vật có hoa trong họ Hòa thảo. Loài này được (Nees) Ekman mô tả khoa học đầu tiên năm 1913.